# بلد واحد (نظامان مختلفان)
بلد واحد نظامان مختلفان أو كما يُتَرجم رسمياً صين واحدة، نظامان مختلفان هو مبدأ دستوريٌّ وضعه الزعيم الأعظم لجمهورية الصين الشعبية دينج شياو بينج بهدف إعادة توحيد الصين خلال مطلع الثمانينيات. جاء المبدأ كجزءٍ من اقتراحٍ لتوحيد الصين تحت راية بلدٍ واحد، وفق سياسة الصين الواحدة، في المقابل لن يكون هناك بأس في بقاء المناطق الصينية المستقلة - هونغ كونغ وماكاو وتايوان - على أنظمتها رأس المالية الاقتصادية والسياسية، مع تمسُّك باقي الصين أيضاً بنظامها الشيوعي. ينص مبدأ «بلد واحد، نظامان مختلفان» على أن جميع المناطق الصينية الثلاث المستقلة ستحتفظ بأنظمتها السياسية والاقتصادية والقانونية، حتى بالنسبة للعلاقات الدبلوماسية مع الدول الأخرى، وفي حالة تايوان فإنَّه سيسمح لها بالإبقاء على قواتها المسلَّحة.

## هونغ كونغ وماكاو
اقترح دينج شياو بينج في عام 1984 تطبيق مبدأ «بلد واحد، نظامان مختلفان» على منطقة هونغ كونغ في خلال مفاوضات مع رئيس الوزراء البريطاني مارغريت ثاتشر، حيث دارت تلك المفاوضات بخصوص طبيعة مستقبل هونغ كونغ بعد أن أوشك عقد استئجار الأقاليم الجديدة لمملكة المتحدة على الانتهاء بحلول عام 1997. ومرة أخرى، اقترح دينج شياو بينج تطبيق المبدأ على ماكاو في خلال مفاوضات مع البرتغال.
نص المبدأ على أنه وفي أعقاب اتحاد هونغ كونغ وماكاو - مستعمرتا بريطانيا والبرتغال السابقتين على التوالي - مع الصّين، ستحتفظ المنطقتان بنظامٍ ذي درجة عالية من الحكم الذاتي لمدة 50 عاماً على الأقل، وذلك رغم أن البر الصيني ينتهج سياسات شيوعية. ستنتهي مدة الخمسين عاماً بالنسبة لهونغ كونغ في عام 2047، ولماكاو في عام 2049، إلا أنَّه لم يسبق وأن صرَّح أحد علناً بما سيحدث بعد ذلك للمنطقتين.

## في التبت
جاء اقتراح الدالاي لاما الرابع عشر لتحول التبت إلى منطقة حكم ذاتي في عام 2005 كتطوّرٍ لدعاوى سابقة لاستقلال المنطقة عن الصين، وقورن هذا الاقتراح بمبدأ «بلد واحد، نظامان مختلفان». صرَّح الدالاي لاما بأنه لا بد وأن توافق الصين على تحول التبت إلى منطقة حكم ذاتي، وذلك لأن الدستور الصيني يوافق على مبدأ «بلد واحد، نظامان مختلفان». رغم ذلك، نفى الإعلام الرسمي هذه المزاعم، مدعياً أن المبدأ إنَّما أسِّس لاحتواء الأنظمة رأس المالية في هونغ كونغ وماكاو، والتي لم يوجد مثيلٌ لها من قبل في التبت.